# Valdepiélagos
Valdepiélagos là một đô thị trong Cộng đồng Madrid, Tây Ban Nha. Đô thị Valdepiélagos có diện tích 17,59 km², dân số theo điều tra năm 2010 của Viện thống kê quốc gia Tây Ban Nha là người. Đô thị Valdepiélagos nằm ở khu vực có độ cao 744 mét trên mực nước biển.